# 大分市立城東中学校
大分市立城東中学校（おおいたしりつ じょうとうちゅうがっこう）は、大分県大分市牧上町にある市立中学校。

## 概要
校名は府内城の東側に位置することに因み、大分川右岸の大分市の市街地東部を通学区とする。
1972年（昭和47年）4月に大分市立明野中学校、1981年（昭和56年）4月に大分市立原川中学校がそれぞれ、城東中学校の旧校区の東側部分を校区として分離独立した。このため、現在の城東中学校は校区の東の端に位置している。
校地はJR九州日豊本線沿いにあり、南側の丘陵には大分縣護國神社が位置している。
校区内には、大分市営陸上競技場、大洲総合運動公園、大分県立芸術会館といった文化・運動施設が位置する。また、大分工業高等専門学校、大分県立大分商業高等学校、大分県立大分舞鶴高等学校、岩田中学校・高等学校、大分国際情報高等学校などの教育機関が多数ある。

## 沿革
- 1947年4月5日 - 開校（敷地は旧大分市立津留小学校跡）。
- 1956年5月 - 現在地に移転。
- 1971年2月11日 - 不審火による火災のため南側木造2階建校舎1棟を焼失。これにより教室を失った生徒（火災当時の1年生）は新校舎が完成するまでの約10ヶ月間、体育館内にベニヤ板で仕切られた臨時教室や、校庭の空き地や運動場に仮設されたプレハブ教室で授業を受けることを余儀なくされた。
- 1971年12月 - 南側に鉄筋コンクリート3階建校舎が完成。
- 1972年4月 - 大分市立明野中学校が分離独立。
- 1981年4月 - 大分市立原川中学校が分離独立。

## 通学区域
- 大分市立津留小学校通学区

南津留、東津留一丁目・二丁目、花津留一丁目・二丁目、古ケ鶴一丁目・二丁目、岩田町一丁目から四丁目、中津留一丁目、下郡の一部、津留の一部
- 大分市立舞鶴小学校通学区

青葉町、西新地一丁目・二丁目、大津町一丁目から三丁目、大洲浜一丁目・二丁目、西浜、東浜一丁目・二丁目、今津留一丁目から三丁目、中津留二丁目
- 大分市立東大分小学校通学区

萩原一丁目から四丁目、萩原緑町、牧一丁目から三丁目、牧緑町、牧上町、城東町、高城西町（28番から31番を除く）、牧の一部、下郡の一部

## 部活
- 校内の部活

軟式野球部、サッカー部、男子ソフトテニス部、女子ソフトテニス部、陸上競技、バスケットボール部、バドミントン部、男子バレーボール部、女子バレーボール部、卓球部、剣道部、美術部、吹奏楽部
- 社会体育（校外での部活）

　水泳部、硬式テニス部、新体操部、柔道部

## 交通
- 鉄道：JR九州日豊本線牧駅下車、徒歩約10分